# Pascal Siakam
Pascal Siakam (Duala, 2 de abril de 1994) é um jogador camaronês de basquete profissional que atualmente joga no Indiana Pacers da National Basketball Association (NBA).
Apelidado de "Spicy P", ele jogou basquete universitário na Universidade Estadual do Novo México e foi nomeado o Jogador do Ano da Western Athletic Conference (WAC) em 2016. 
Siakam foi selecionado pelos Raptors como a 27ª escolha geral no draft da NBA de 2016. Como novato, ele jogou vários jogos no Raptors 905, o afiliado de Toronto na D-League, e ajudou o time a conquistar o título da D-League, sendo o MVP das Finais. Ele venceu o título da NBA com o Raptors em 2019 e ganhou o Most Improved Player Award no mesmo ano.

## Primeiros anos
Siakam nasceu em Douala, Camarões, sendo o mais novo de quatro irmãos. O pai de Siakam trabalhava em uma empresa de trânsito local e também era prefeito de Makénene. Seu pai o matriculou no St. Andrew's Seminary, uma instituição católica em Bafia, aos 11 anos; De acordo com uma reportagem de 2018 do jornalista da ESPN, Jackie MacMullan, Pascal foi: "escolhido a dedo para incorporar o catolicismo de sua família". Ele era um astro acadêmico, inicialmente planejando se tornar um padre católico, mas suas ideias mudaram quando ele tinha 15 anos. Siakam inicialmente tinha pouco interesse no basquete, ao contrário de seus irmãos mais velhos que ganharam bolsas de estudo para as universidade da Divisão I da NCAA.
Ele foi descoberto como jogador por Luc Mbah a Moute, cuja casa dos pais fica a cerca de 3 km do St. Andrew's Seminary. Siakam participou do acampamento de Mbah a Moute pela primeira vez em 2011, um ano antes de se formar no St. Andrew's, e retornou ao acampamento no ano seguinte, após o qual foi escolhido para participar de um acampamento do Basketball Without Borders (Basquete sem Fronteiras). Neste acampamento, apesar de não ter praticamente nenhuma experiência de basquete, ele ganhou atenção por sua capacidade atlética e nível de energia extremamente alto. 
Com Mbah a Moute como mentor, Siakam mudou-se para os Estados Unidos com 16 anos. Ele mudou de um acampamento de basquete para outro para se tornar um melhor jogador antes de se estabelecer em Lewisville, Texas. Ele passou um ano na God's Academy em Lewisville antes de ser recrutado pela Universidade Estadual do Novo México.

## Carreira universitária
Siakam se matriculou na Universidade Estadual do Novo México em 2013. No entanto, devido a uma lesão, ele jogou pouco na temporada de 2013-14. 
Na temporada seguinte, Siakam foi nomeado o Novato e o Jogador do Ano da WAC com médias de 20,2 pontos, 11,6 rebotes e 2,2 bloqueios em 34 jogos.
Em 19 de abril de 2016, ele se declarou para o Draft da NBA de 2016, renunciando aos seus dois últimos anos de elegibilidade universitária.

## Carreira profissional

### Toronto Raptors (2016–Presente)

#### Temporada de 2016–17: Campeão da D-League e MVP das Finais
Em 23 de junho de 2016, Siakam foi selecionado pelo Toronto Raptors como a 27ª escolha geral no Draft da NBA de 2016. Em 2 de outubro, ele se tornou o primeiro novato a ser titular na abertura da temporada dos Raptors desde Jonas Valančiūnas em 2012; aproveitando a ocasião, ele registrou 4 pontos e 9 rebotes em 21 minutos na vitória do Toronto sobre o Detroit Pistons por 109-91. Aquilo marcou não apenas sua estreia na NBA, mas o primeiro jogo da NBA que ele viu pessoalmente. 
Em 3 de dezembro, Siakam marcou 14 pontos, o melhor da temporada, em uma vitória de 128-84 sobre o Atlanta Hawks. Em 1º de janeiro de 2017, durante uma vitória por 123–114 sobre o Los Angeles Lakers, ele conseguiu 10 rebotes, o recorde da temporada.
Em sua temporada de estreia, Siakam foi titular em 38 jogos, incluindo os primeiros 35 jogos da temporada, porque Jared Sullinger estava lesionado; ele foi mais tarde substituído no time titular por Lucas Nogueira.
De 21 de fevereiro a 28 de abril, ele foi alternadamente designado para o Raptors 905 da D-League. Assim, entre os jogos disputados pelos Raptors, ele liderou a equipe afiliada de Toronto às finais e ajudou-os a ganhar o título ao derrotar o Rio Grande Valley Vipers. Depois de obter médias de 23 pontos e 9 rebotes nessa série, ele foi nomeado o MVP das Finais da D-League.

#### Temporada de 2017–18
Em seu segundo ano na NBA, Siakam se consolidou como um contribuidor produtivo para Toronto. Em 25 de outubro de 2017, ele marcou 20 pontos, o recorde da carreira, durante uma derrota por 117-112 para o Golden State Warriors. Na temporada de 2017-18, a classificação ofensiva dos Raptors foi quatro pontos melhor com Siakam na quadra. Suas médias melhoraram de 4,3 pontos para 7,3, de 3,4 rebotes para 4,5 e de 0,3 assistências para 2,0. 
Ele ganharia comparações com Draymond Green dos Warriors por sua rara habilidade de marcar todas as posições, seu QI no basquete e confiança interna.

#### Temporada de 2018-19: Campeão da NBA e MIP

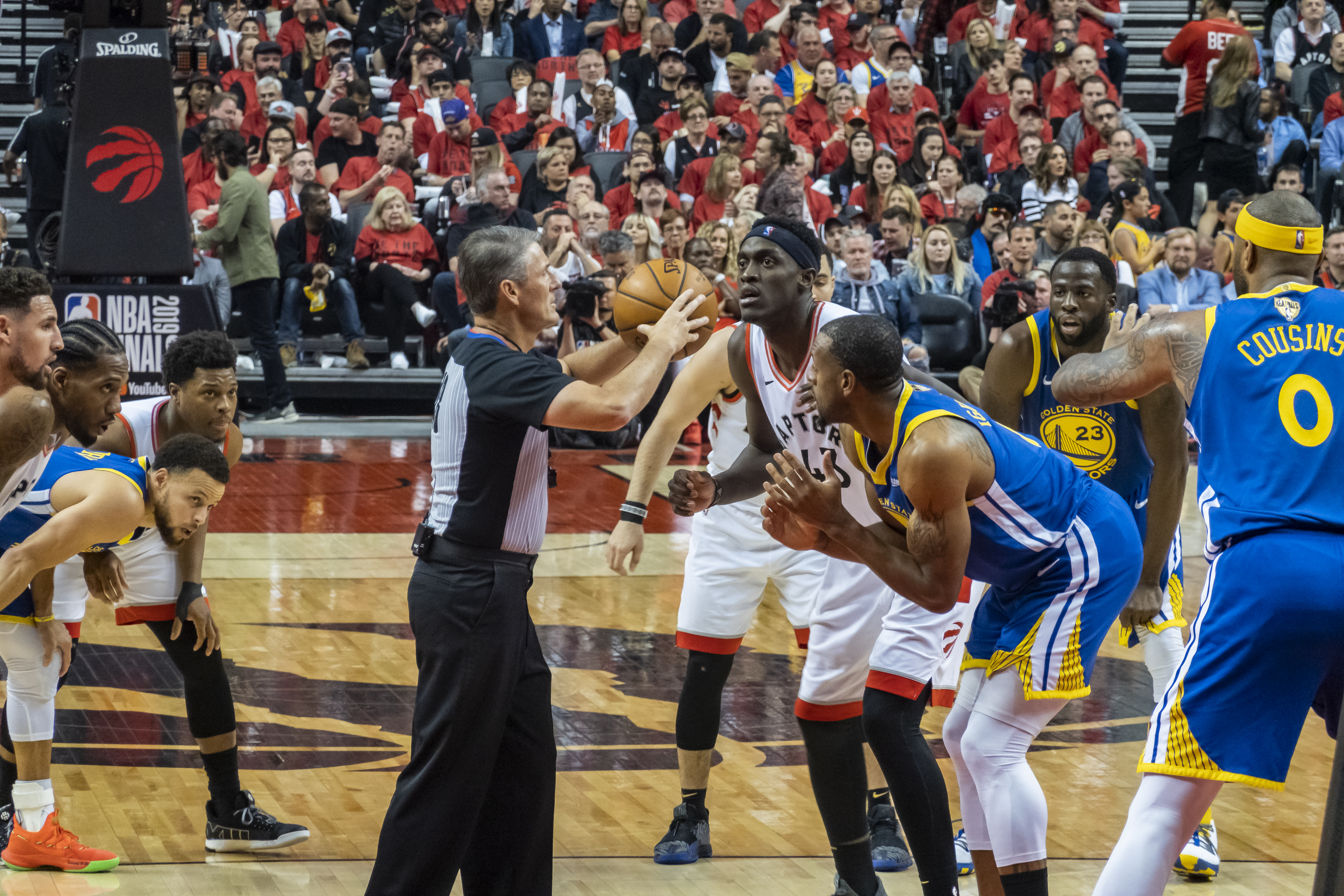
Siakam se preparando para uma bola ao alto contra Andre Iguodala durante o Jogo 2 das Finais da NBA de 2019.

Na temporada de 2018-19, Siakam emergiu como uma força de mão dupla: ele teria médias de 16,9 pontos, 6,9 rebotes e 3,1 assistências; ele também faria uma melhora significativa no arremesso à distância, aumentando sua porcentagem de três pontos para 36%. 
Ao marcar 22 pontos durante uma derrota de 124-109 para o Milwaukee Bucks em 29 de outubro de 2018, ele ultrapassou o seu recorde de pontos.  Em 10 de novembro, ele marcou 23 pontos, o recorde da carreira, na vitória por 128-112 sobre o New York Knicks.
Siakam foi nomeado o Jogador da Semana da Conferência Leste pelos jogos disputados de 5 a 11 de novembro, tornando-se assim o oitavo jogador dos Raptors a receber o prêmio depois de DeMar DeRozan (10 vezes), Vince Carter (7 vezes), Chris Bosh (7 vezes), Kyle Lowry (4 vezes), Mike James, Jalen Rose e Lou Williams.
Em 13 de janeiro, Siakam registrou 24 pontos e 19 rebotes em uma vitória por 140–138 contra o Washington Wizards. Em 13 de fevereiro, ele marcou 44 pontos, o recorde de sua carreira, na vitória por 129-120 sobre os Wizards; ele então se tornou o 11º jogador dos Raptors na história da franquia a alcançar o platô de 40 pontos.
No Jogo 3 da primeira rodada dos playoffs contra o Orlando Magic, Siakam registrou 30 pontos e 11 rebotes na vitória por 98-93. No Jogo 1 da segunda rodada, ele marcou 29 pontos em uma vitória por 108–95 sobre o Philadelphia 76ers. No Jogo 3 das finais da Conferência Leste, Siakam ajudou Toronto a derrotar Milwaukee na prorrogação dupla, 118-112, registrando 25 pontos e 11 rebotes; a vitória reduziu a vantagem da série do Bucks para 2–1. No Jogo 6, Siakam marcou 18 pontos na vitória por 100-94 sobre Milwaukee; a vitória garantiu a série e levou os Raptors às finais da NBA pela primeira vez na história da franquia. No Jogo 1 das Finais de 2019, Siakam marcou 32 pontos na vitória por 118–109 sobre o Golden State Warriors. Ele ajudou os Raptors a derrotar os Warriors em seis jogos e, assim, ganhar seu primeiro título da NBA na história da franquia. Na cerimônia de premiação no final daquele mês, Siakam foi eleito o Jogador que Mais Evoluiu na NBA na temporada de 2018-19.
Em 19 de outubro de 2019, Siakam concordou com uma extensão de contrato de quatro anos e $ 130 milhões com Toronto.

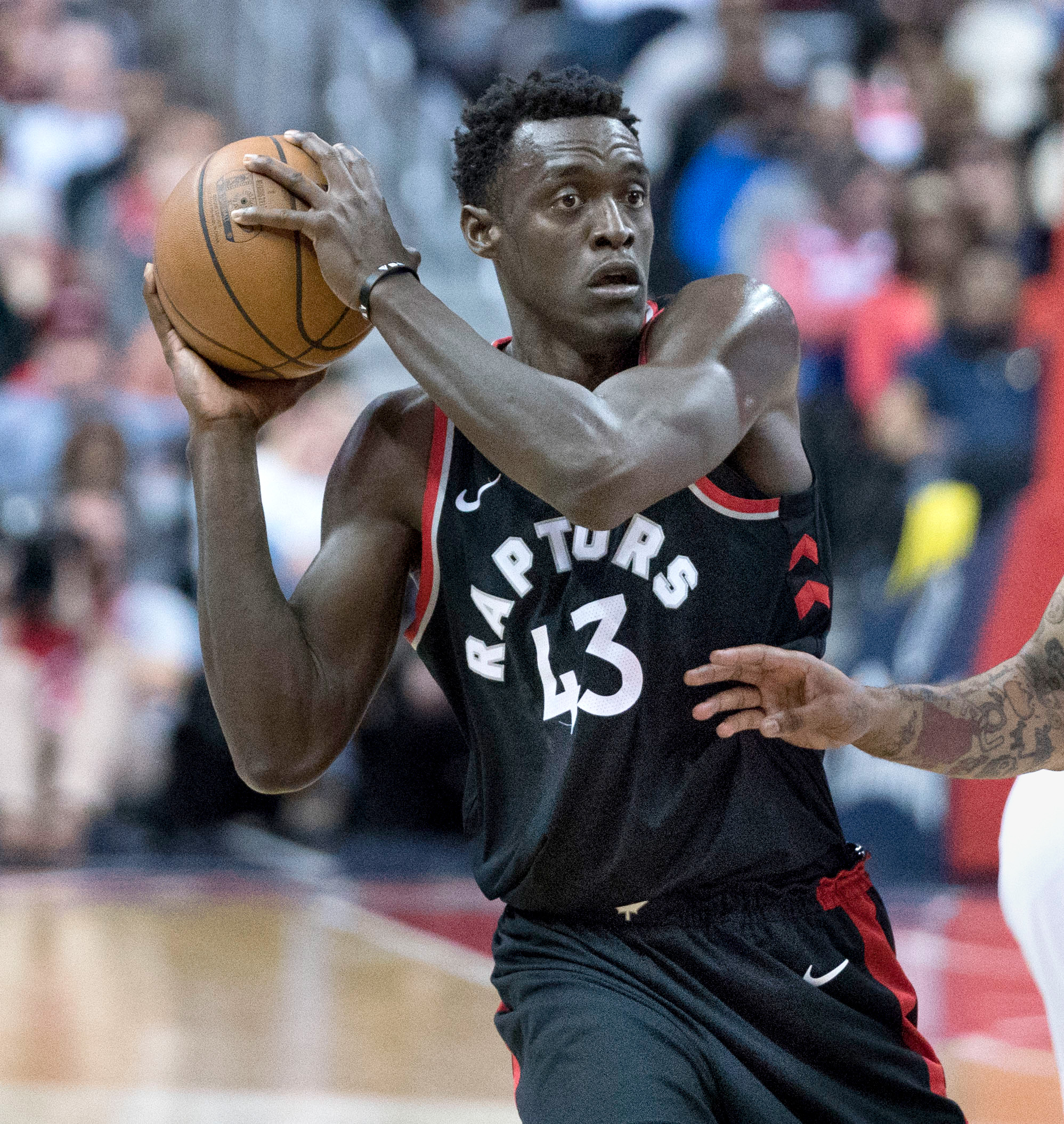
Siakam em 2018 pelo Raptors.

#### Temporada de 2019-20: Primeiras aparições no All-Star Game
Siakam registrou 34 pontos, 18 rebotes, 5 assistências e 1 bloqueio em 38 minutos disputados no jogo de abertura da temporada da NBA. Em 8 de novembro, ele marcou 44 pontos, o recorde de sua carreira, na vitória de 122-104 sobre o New Orleans Pelicans. Em 13 de novembro, Siakam marcou 36 pontos em uma vitória de 114-106 sobre o Portland Trail Blazers. Em 1º de dezembro, ele marcou 35 pontos na vitória de 130-110 sobre o Utah Jazz.
Em 23 de janeiro de 2020, Siakam foi selecionado pela primeira vez para o All-Star Game, sendo nomeado titular no All-Star Game da NBA de 2020.
Em 26 de janeiro, Siakam marcaria novamente 35 pontos em uma vitória por 110-106 sobre o San Antonio Spurs. Em 21 de fevereiro, ele registrou 37 pontos e 12 rebotes na vitória por 118–101 sobre o Phoenix Suns.
Em 16 de setembro, Siakam foi nomeado para a Segunda-Equipe da NBA.

#### Temporada de 2020–21: Desenvolvimento
Em 6 de janeiro de 2021, Siakam marcou 32 pontos na derrota por 123-115 contra o Phoenix Suns. Em 8 de janeiro, ele registrou 17 pontos, nove rebotes e 12 assistências na vitória de 144-123 contra o Sacramento Kings. Em 11 de janeiro, Siakam teve seu primeiro triplo-duplo da carreira com 22 pontos, 13 rebotes e 10 assistências na derrota por 112-111 contra o Portland Trail Blazers. Em 29 de janeiro, ele marcou 32 pontos em uma derrota por 126-124 contra os Kings.
Em 5 de fevereiro, Siakam registrou 33 pontos, 11 rebotes, seis assistências, três roubos de bola e um bloqueio na vitória por 123-117 contra o Brooklyn Nets. Em 2 de maio, ele teve 39 pontos, 13 rebotes, quatro assistências, duas roubadas de bola e dois bloqueios na vitória por 121-114 contra o Los Angeles Lakers. Em 6 de maio, Siakam registrou 44 pontos, 11 rebotes, sete assistências e um roubo de bola na derrota por 131-129 para o Washington Wizards.

#### Temporada de 2021-22: Segundo All-NBA
Em 19 de novembro, Siakam registrou 32 pontos, 8 rebotes e 8 assistências na vitória por 108-89 contra o Sacramento Kings. Em 31 de dezembro, em uma vitória por 116–108 contra o Los Angeles Clippers, ele teve 25 pontos, 19 rebotes e 7 assistências. Em 5 de janeiro de 2022, Siakam marcou 33 pontos em uma vitória por 117–111 sobre o atual campeão Milwaukee Bucks. Em 25 de janeiro, ele registrou 24 pontos, 12 assistências e 9 rebotes na vitória por 125–113 contra o Charlotte Hornets.
Em 7 de fevereiro, Siakam foi nomeado o Jogador da Semana da Conferência Leste pelos jogos disputados de 31 de janeiro a 6 de fevereiro, onde ele teve médias de 25 pontos, 10,5 rebotes, 4,8 assistências, 1,8 roubos de bola e 0,8 bloqueios.
Em 9 de fevereiro, Siakam levou o Toronto à sua sétima vitória consecutiva, registrando 27 pontos, 16 rebotes e 5 assistências em uma vitória por 117-98 sobre o Oklahoma City Thunder. Siakam quebrou o recorde de Chris Bosh de mais jogos de 20/10/5 em uma temporada com nove. Em 12 de fevereiro, ele teve 35 pontos, 10 rebotes, 7 assistências e 2 roubos de bola na derrota por 110-109 para o Denver Nuggets. Em 7 de abril, Siakam registrou seu terceiro triplo-duplo da carreira com 37 pontos, 11 rebotes e 12 assistências na vitória por 119–114 sobre o Philadelphia 76ers. Siakam terminou a temporada regular com as melhores médias da carreira em rebotes, assistências e roubos de bola.
Em 16 de abril, durante o Jogo 1 da primeira rodada dos playoffs, Siakam registrou 24 pontos, sete assistências e três bloqueios na derrota por 131–111 para o Philadelphia 76ers. Em 23 de abril, ele marcou 34 pontos, o recorde de sua carreira em playoffs, na vitória por 110–102 no Jogo 4. Em 25 de abril, ele registrou 23 pontos, 10 rebotes e 7 assistências em uma vitória por 103–88 no Jogo 5, levando a série a um 6º jogo depois que o Toronto perdia por 0–3. Apesar dos 24 pontos, 7 rebotes, 7 assistências e 3 roubos de bola de Siakam, Toronto perdeu o Jogo 6 por 132-97 e foi eliminada.
Em 24 de maio, Siakam foi nomeado para a Terceira Equipe All-NBA, ganhando sua segunda seleção para a All-NBA e a segunda em 3 temporadas, empatando com Vince Carter e Demar DeRozan com o maior número de seleções para o All-NBA na história dos Raptors, com duas.

#### Temporada de 2022–23: Segundo All-Star
Em 19 de outubro de 2022, Siakam registrou 23 pontos, 11 rebotes e quatro roubos de bola na vitória por 108–105 contra o Cleveland Cavaliers na estreia da temporada. Em 21 de outubro, ele conseguiu seu quarto triplo-duplo na carreira com 37 pontos, 12 rebotes e 11 assistências na derrota por 109–105 contra o Brooklyn Nets. Siakam também se tornou o primeiro jogador na história dos Raptors a conseguir múltiplos triplos-duplos de 30 pontos. Em 24 de outubro, ele registrou 23 pontos, 9 rebotes, 6 assistências, 2 roubos de bola e 2 bloqueios, além de fazer o arremesso decisivo na vitória por 98–90 sobre o Miami Heat. Em 26 de outubro, Siakam registrou 20 pontos, 5 rebotes e igualou seu recorde pessoal com 13 assistências na vitória por 119–109 sobre o Philadelphia 76ers. Em 31 de outubro, ele teve 31 pontos, 12 rebotes, 6 assistências e 2 bloqueios na vitória por 139–109 sobre o Atlanta Hawks, recebendo gritos de "MVP" da torcida. Ele igualou Vince Carter com o maior número de jogos de 30 pontos, 10 rebotes e 5 assistências na história dos Raptors.
Em 2 de novembro, Siakam registrou seu quinto triplo-duplo da carreira com 22 pontos, 10 rebotes e 11 assistências na vitória esmagadora por 143–100 sobre o San Antonio Spurs. Em 21 de dezembro, ele marcou um recorde pessoal de 52 pontos na vitória por 113–106 sobre o New York Knicks, empatando com a segunda maior pontuação em um jogo por um jogador dos Raptors.
Em 26 de dezembro, Siakam foi nomeado Jogador da Semana da Conferência Leste na Semana 10 com médias de 38,7 pontos, 10,3 rebotes e 7,3 assistências. Inicialmente, Siakam se tornou o primeiro jogador na história da liga a não ser selecionado para o All-Star Game enquanto tinha médias de 25 pontos, 8 rebotes e 6 assistências. Em 10 de fevereiro de 2023, Siakam foi nomeado All-Star pela segunda vez em sua carreira, como reserva, substituindo o lesionado Kevin Durant.
Em 2 de abril, Siakam registrou 36 pontos, sete rebotes, sete assistências e dois roubos de bola na vitória por 128–108 sobre o Charlotte Hornets. Nessa temporada, ele teve médias de 24,2 pontos e 5,8 assistências, as melhores de sua carreira. No Torneio play-in, Siakam marcou 32 pontos, pegou 9 rebotes e deu 6 assistências na derrota por 109–105 para o Chicago Bulls.

### Indiana Pacers (2024–Presente)
Em 17 de janeiro de 2024, Siakam foi trocado para o Indiana Pacers em uma troca envolvendo três times. Dois dias depois, em 19 de janeiro, Siakam fez sua estreia pelos Pacers, registrando 21 pontos, seis rebotes e três assistências na derrota por 118–115 contra o Portland Trail Blazers. Em 25 de janeiro, ele registrou seu sexto triplo-duplo na carreira com 26 pontos, 13 rebotes e 10 assistências na vitória por 134–122 sobre o Philadelphia 76ers. No dia seguinte, Siakam marcou 31 pontos, pegou sete rebotes e conseguiu dois roubos de bola na vitória por 133–131 sobre o Phoenix Suns.
No Jogo 1 da série de playoffs da primeira rodada contra o Milwaukee Bucks, Siakam registrou um recorde pessoal nos playoffs com 36 pontos e igualou seu recorde pessoal nos playoffs com 13 rebotes na derrota por 109–94. No Jogo 2, Siakam marcou um recorde pessoal nos playoffs com 37 pontos, além de 11 rebotes e 6 assistências na vitória por 125–108 sobre o Milwaukee Bucks. Os Pacers derrotaram os Knicks em 7 jogos para avançar para as Finais da Conferência Leste, a primeira da franquia desde 2014. Os Pacers acabaram perdendo a série para o eventual campeão da NBA, Boston Celtics, em quatro jogos.

#### Temporada 2024–25: extensão de contrato
Em 8 de julho de 2024, Siakam renovou com os Pacers em um contrato de quatro anos e US$ 189,5 milhões.

## Vida pessoal
Siakam é filho de Tchamo Siakam, ex-prefeito de Makénene, Camarões e Victorie Siakam. Seu pai morreu em um acidente de carro em outubro de 2014. Até hoje, um dos maiores arrependimentos de Siakam é que ele não pôde comparecer ao funeral de seu pai porque ocorreu enquanto aguardava a emissão de um novo visto americano. 
Seus três irmãos mais velhos: Boris, Christian e James, jogaram basquete universitário na Divisão I da NCAA nos Estados Unidos - Boris no Western Kentucky, Christian na Universidade de Indiana e James em Vanderbilt.
No dia 14 de fevereiro de 2023, Siakam e a McDonald's Canadá fizeram uma parceria para lançar uma edição limitada do McFlurry chamada Siakam Swirl McFlurry. Inspirado no icônico movimento de giro de Siakam e nas cores da equipe do Toronto Raptors, esse novo sabor é feito com sorvete de baunilha, calda quente de chocolate e Smarties vermelhos triturados. Siakam também fez uma parceria com a Universidade de New Brunswick (UNB) para criar a Bolsa Pascal Siakam, destinada a fornecer fundos para estudantes da UNB provenientes de Camarões que estudam em programas baseados em tecnologia.

## Estatísticas da carreira

### NBA
| † | Campeão da NBA |
|   | Líder da liga  |

Temporada regular
| Ano      | Equipe    | PJ  | PT  | MPJ  | AP   | 3P   | LL   | RT  | AS  | BR  | TO | PPJ  |
| -------- | --------- | --- | --- | ---- | ---- | ---- | ---- | --- | --- | --- | -- | ---- |
| 2016–17  | Toronto   | 55  | 38  | 15.6 | .502 | .143 | .688 | 3.4 | .3  | .5  | .8 | 4.2  |
| 2017–18  | Toronto   | 81  | 5   | 20.7 | .508 | .220 | .621 | 4.5 | 2.0 | .8  | .5 | 7.3  |
| 2018–19  | Toronto † | 80  | 79  | 31.9 | .549 | .369 | .785 | 6.9 | 3.1 | .9  | .7 | 16.9 |
| 2019–20  | Toronto   | 60  | 60  | 35.2 | .453 | .359 | .792 | 7.3 | 3.5 | 1.0 | .9 | 22.9 |
| 2020–21  | Toronto   | 56  | 56  | 35.8 | .455 | .297 | .827 | 7.2 | 4.5 | 1.1 | .7 | 21.4 |
| 2021–22  | Toronto   | 68  | 68  | 37.9 | .494 | .344 | .749 | 8.5 | 5.3 | 1.3 | .6 | 22.8 |
| 2022–23  | Toronto   | 71  | 71  | 37.4 | .480 | .324 | .774 | 7.8 | 5.8 | .9  | .5 | 24.2 |
| 2023–24  | Toronto   | 39  | 39  | 34.7 | .522 | .317 | .758 | 6.3 | 4.9 | .8  | .3 | 22.2 |
| 2023–24  | Indiana   | 41  | 41  | 31.8 | .549 | .386 | .699 | 7.8 | 3.7 | .8  | .4 | 21.3 |
| 2024-25  | Indiana   | 78  | 78  | 32.7 | .519 | .389 | .734 | 6.9 | 3.4 | .9  | .5 | 20.2 |
| Carreira | Carreira  | 629 | 535 | 31.2 | .499 | .339 | .763 | 6.7 | 3.6 | .9  | .6 | 18.0 |
| All-Star | All-Star  | 3   | 2   | 14.0 | .750 | .000 | .500 | 5.0 | 2.0 | 1.0 | .0 | 10.3 |

Playoffs
| Ano      | Equipe    | PJ | PT | MPJ  | AP   | 3P   | LL   | RT  | AS  | BR  | TO  | PPJ  |
| -------- | --------- | -- | -- | ---- | ---- | ---- | ---- | --- | --- | --- | --- | ---- |
| 2017     | Toronto   | 2  | 0  | 5.0  | .000 | .000 | .000 | 1.5 | .5  | .5  | .0  | .0   |
| 2018     | Toronto   | 10 | 0  | 17.9 | .610 | .750 | .650 | 3.6 | .8  | .1  | .6  | 6.6  |
| 2019     | Toronto † | 24 | 24 | 37.1 | .470 | .279 | .759 | 7.1 | 2.8 | 1.0 | .7  | 19.0 |
| 2020     | Toronto   | 11 | 11 | 38.0 | .396 | .189 | .717 | 7.5 | 3.8 | 1.1 | .4  | 17.0 |
| 2022     | Toronto   | 6  | 6  | 43.3 | .477 | .235 | .861 | 7.2 | 5.8 | 1.2 | 1.0 | 22.8 |
| 2024     | Indiana   | 17 | 17 | 35.4 | .541 | .298 | .619 | 7.5 | 3.8 | .8  | .4  | 21.6 |
| 2025     | Indiana   | 23 | 23 | 33.5 | .513 | .427 | .713 | 6.3 | 3.4 | 1.2 | .7  | 20.5 |
| Carreira | Carreira  | 93 | 81 | 33.7 | .490 | .309 | .719 | 6.6 | 3.2 | .9  | .6  | 18.1 |

### Universitário
| Ano      | Equipe           | PJ | PT | MPJ  | AP   | 3P   | LL   | RT   | AS  | BR  | TO  | PPJ  |
| -------- | ---------------- | -- | -- | ---- | ---- | ---- | ---- | ---- | --- | --- | --- | ---- |
| 2014–15  | New Mexico State | 34 | 27 | 30.8 | .572 | .000 | .759 | 7.7  | 1.3 | .8  | 1.8 | 12.8 |
| 2015–16  | New Mexico State | 34 | 34 | 34.6 | .539 | .200 | .678 | 11.6 | 1.7 | 1.0 | 2.2 | 20.3 |
| Carreira | Carreira         | 68 | 61 | 32.7 | .555 | .100 | .718 | 9.6  | 1.5 | .9  | 2.0 | 16.5 |

Fonte:

## Prêmios e homenagens
- NBA:
  - Campeão da NBA: 2019;
  - NBA Eastern Conference Finals MVP: 2025[83]
  - 3x NBA All-Star: 2020, 2023, 2025;
  - 2x All-NBA Team:
    - segundo time: 2020;
    - terceiro time: 2022;

  - NBA Most Improved Player: 2019

- D-League:
  - Campeão da D-League: 2017
  - MVP das Finais da D-League: 2017